# Rochetrejoux
Rochetrejoux település Franciaországban, Vendée megyében. Lakosainak száma 980 fő (2022. január 1.). Rochetrejoux Le Boupère, Mouchamps és Saint-Prouant községekkel határos.

## Népesség
A település népessége az elmúlt években az alábbi módon változott:
| Lakosok száma | 902  | 929  | 950  | 950  | 969  | 988  | 986  | 983  | 980  |
|               | 2013 | 2015 | 2016 | 2017 | 2018 | 2019 | 2020 | 2021 | 2022 |